# Barwnobestia królewska

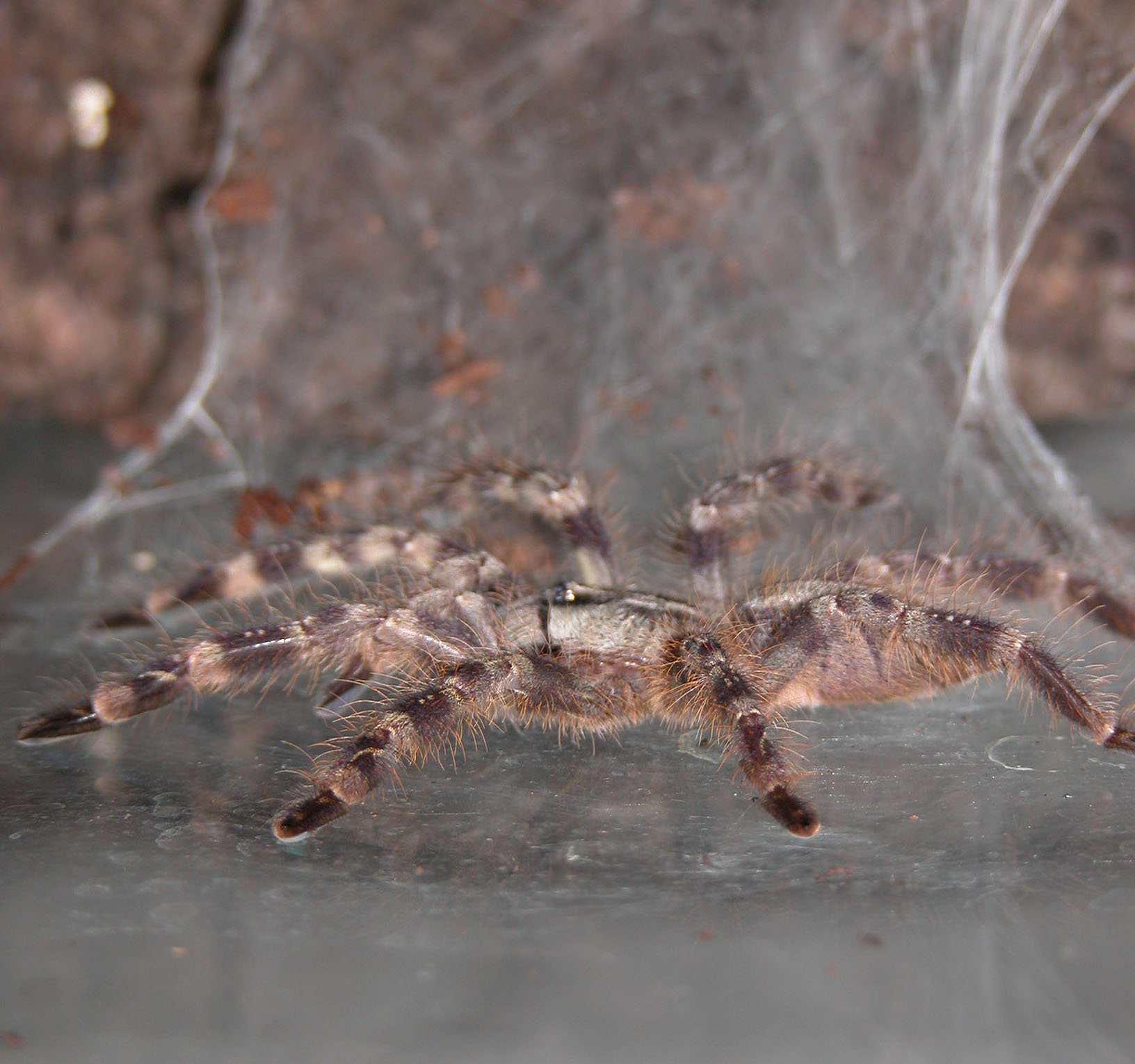

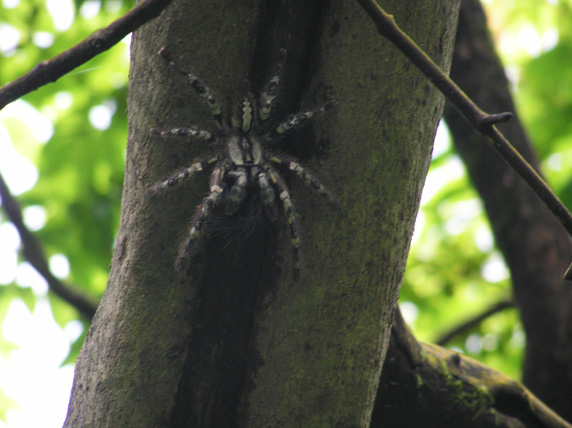

Barwnobestia królewska, ptasznik królewski (Poecilotheria regalis) – gatunek pająka z rodziny ptasznikowatych. Nadrzewny ptasznik osiągający 75 mm długości ciała. Występuje w południowych Indiach. Umieszczony przez IUCN w kategorii najmniejszej troski (LC). Hodowany w terrariach.

## Taksonomia
Gatunek ten został opisany w 1899 roku przez Reginalda Innesa Pococka. Możliwe że populacje z Ghatów Wschodnich i Zachodnich to odrębne gatunki.

## Opis
Długość ciała samicy dochodzi do 70–75 mm przy rozpiętości odnóży do 180–190 mm, natomiast długość ciała samca nie przekracza 60 mm. Karapaks i opistosoma samicy z biało-czarnym wzorem, zaś odnóża w szaro-białe, czarne, a na spodzie dwóch pierwszych par także żółto-czarne pasy. Samiec ma ciało smuklejsze i kolorystykę mniej kontrastową.

## Biologia i ekologia
Pająk nadrzewny. Samice na wolności osiągają dojrzałość po 5–7 latach i żyją do 10–12, wytwarzając średnio dwa kokony rocznie, z których z każdego lęgnie się od 35 do 70 młodych. Samce z Ghatów Zachodnich w niewoli osiągają dojrzałość po 12 miesiącach, natomiast te z Ghatów Wschodnich po 18. Giną po pierwszym sezonie rozrodczym lub w przeciągu 24 miesięcy. W warunkach naturalnych okres do osiągnięcia dojrzałości prawdopodobnie może się wydłużyć w zależności od stanu środowiska i dostępności pokarmu.

## Rozprzestrzenienie
Gatunek indyjski, gdzie jest szeroko rozprzestrzeniony w północnej części Ghatów Zachodnich i kilku lokalizacjach w Ghatach Wschodnich. Podawany ze stanów Andhra Pradesh, Tamilnadu, Karnataka, Maharasztra i Kerala. Najczęściej spotykany gatunek rodzaju Poecilotheria, znany z ponad 20 stanowisk. W zdegradowanych siedliskach wędrujące w poszukiwaniu samic samce odnajdywano także w uprawach teczyny wyniosłej.

## Zagrożenie i ochrona
IUCN umieściło ten gatunek w Czerwonej księdze gatunków zagrożonych ze statusem gatunku najmniejszej troski (LC), szacując trend jego populacji na malejący. Zasięg gatunku jest porozrywany. Głównym zagrożeniem jest utrata siedlisk, a dodatkowym odłów w celach handlowych. Gatunek występuje na obszarach chronionych Nagarjuna-Srisailam Tiger Reserve i Mudumalai Wildlife Sanctuary.

## Hodowla
Gatunek szybki, agresywny i silnie jadowity, zalecany dla doświadczonych hodowców. Terrarium dla jednego dojrzałego osobnika powinno mieć wymiary 20 × 20 × 30 cm, jednak pająki te można trzymać w grupach. Za pokarm służyć mogą odpowiedniej wielkości ruchliwe owady jak świerszcze i karaczany. Rozmnażanie określane zwykle jako trudne. Dopuszczać zaleca się w osobnym, dużym pojemniku. Kokon budowany jest po 3–6 miesiącach, a odebrać można go po kolejnym miesiącu. Liczba jajeczek sięga 200.